# Санитар

Санитар везёт пациента на кресле-каталке

Санита́р (в женском роде санита́рка) в медицинских учреждениях — младший медицинский работник, выполняющий вспомогательные функции; в войсковых подразделениях (кроме медицинских) — военнослужащий (как штатный, так и нештатный), назначенный для оказания первой помощи и эвакуации раненых. Работа санитаром не требует медицинского образования, но в зависимости от выполняемой работы может потребоваться предварительная подготовка в виде курсов, короткого обучения или иного обучения. 
В XIX веке, согласно словарю Даля, санитар — человек, ухаживающий за больными и ранеными на войне, и лицо низшего медицинского персонала для исполнения требований относительно охранения народного здравия и предписаний санитарных врачей (дезинфекция помещений, удаление гнилых припасов и прочего). В иносказательном смысле санитар означает чистильщик («волк — санитар леса»).
Санита́р; ВУС в вооруженных силах РФ — 878658А, относится к младшему медицинскому персоналу, состав категории учёта (должность) — от рядового до мл.сержанта — должностное лицо первого звена военно-медицинской службы, прошедшее специальную военно-медицинскую подготовку, в том числе в учебном подразделении, и ответственное за медицинское обеспечение роты или батареи. Санитары также служат в медицинских взводах батальонов. Подчиняется санитарному инструктору.

## Деятельность

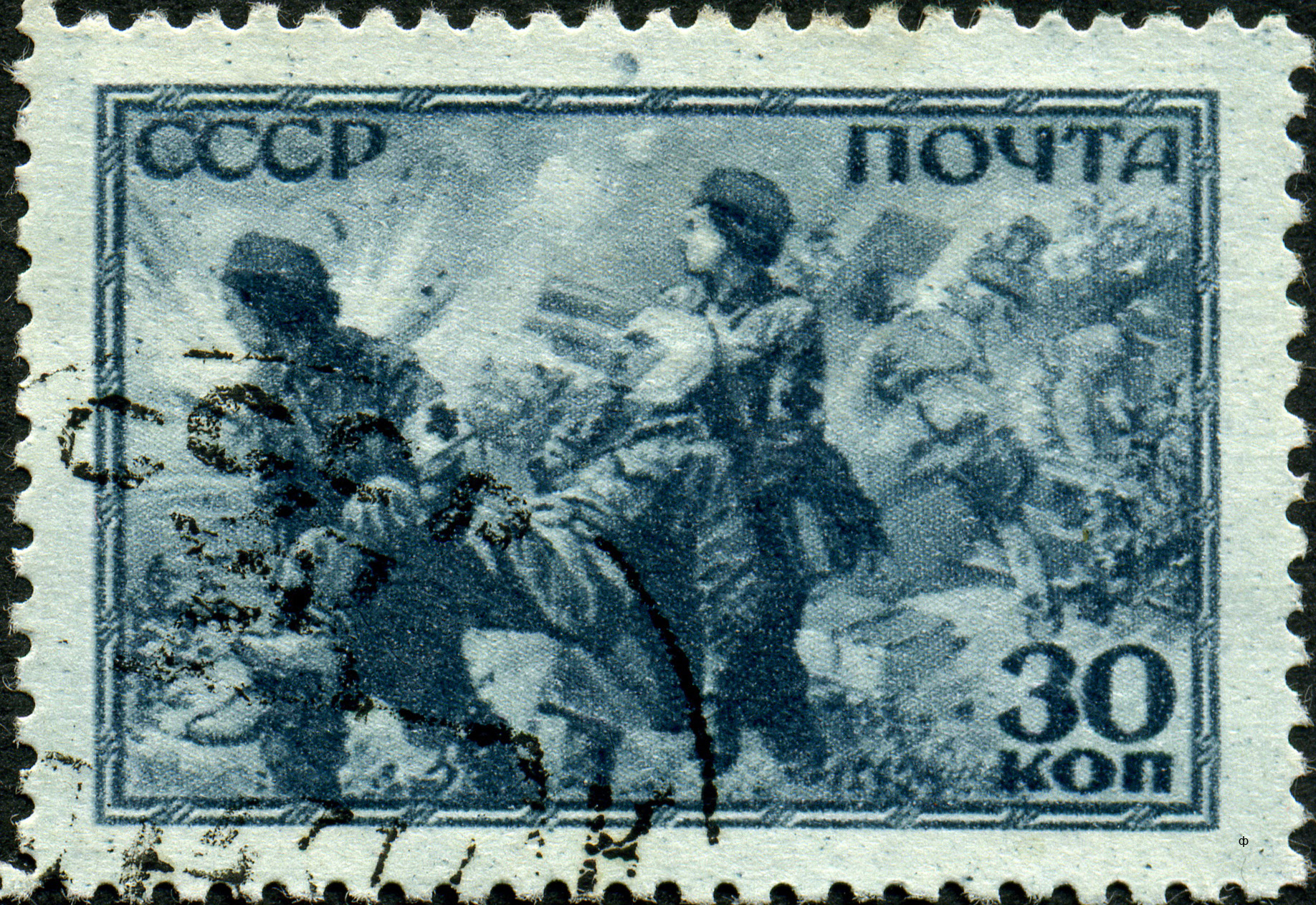
Почтовая марка СССР, 1943 год, посвящённая санитарам

В общие должностные обязанности санитаров входят (входили):
- ухаживание за больными и ранеными на войне[4];
- исполнение требований относительно охранения народного здравия[неизвестный термин][5];
- исполнение предписаний санитарных врачей (дезинфекция помещений, удаление гнилых припасов[неизвестный термин] и прочее)[5];
- санитарно-гигиеническое обслуживание помещений, в том числе проведение текущей и заключительной дезинфекции;
- обработка средств ухода за пациентами;
- уход за пациентами, их транспортировка, выдача и смена нательного и постельного белья, информирование медсестёр и врачей об изменении состояния пациентов;
- помощь среднему медперсоналу в проведении процедур и манипуляций[уточнить].

Дополнительные функции есть у сотрудников специализированных подразделений (рентгенологического отделения, морга и других).
В зависимости от рода деятельности выделяют санитаров, санитарок-уборщиц, санитарок-ванщиц, санитарок-буфетчиц, санитаров-носильщиков и других.
Например, по профилю «акушерство и гинекология» должности санитарок предусмотрены в штатных нормативах «Приказа Минздрава России № 1130н».
В крупных лечебно-профилактических учреждениях (больницы, поликлиники и других) санитары подчиняются сестре-хозяйке, в небольших (ФАПы, травмпункты, здравпункты) — заведующему.

### В военном деле
На военной службе в вооружённых силах государств мира (не во всех) санитарами являются рядовые, в чьи обязанности входит оказание первой помощи на поле боя и эвакуация раненых своего взвода (группы). В качестве санитаров для военно-врачебных учреждений ВС России во время Японской войны 1905 года были отправлены Братья милосердия.
В вооружённых силах поствоенного СССР и некоторых постсоветских государств, в частности в России и Беларуси, штатные расписания предусматривают должности: санитара, стрелка-санитара, водителя-санитара, санитара-носильщика. В ротах (кроме медицинских рот) санитары подчиняются по специальным вопросам непосредственно санитарному инструктору (санинструктору) роты.
В военно-морских силах США к должности санитара наиболее близок «hospital (или medical) corpsman», в зависимости от класса также может быть аналогом санинструктора (HM2). В более широком значении в вооружённых силах США могут называться также как «combat medic», который включает и других военных медиков и парамедиков, в том числе аналогичных фельдшерам, и врачей, прошедших дополнительную военную подготовку.

## Знаки различия
Военнослужащие медицинской службы Вооружённых сил России имперского периода имели свои знаки различия. В таблице представлены погон (с шифровкой) и нарукавный знак нижних чинов Русского флота, по состоянию на 1906—1917 годы:
| Разряд воинского чина   | Нижние чины         | Нижние чины         |
| Разряд воинского чина   | Санитары            | Санитары            |
| ----------------------- | ------------------- | ------------------- |
| Погон / нарукавный знак | Санитар             | Санитар             |
| Погон / нарукавный знак | нарукавный знак     |                     |
| Погон / нарукавный знак | (1906 — 1917 годов) | (образца 1906 года) |

## Нумизматика
12 октября 2020 года Банк России выпустил в обращение памятную монету номиналом 25 рублей «Памятная монета, посвященная самоотверженному труду медицинских работников»

## Галерея

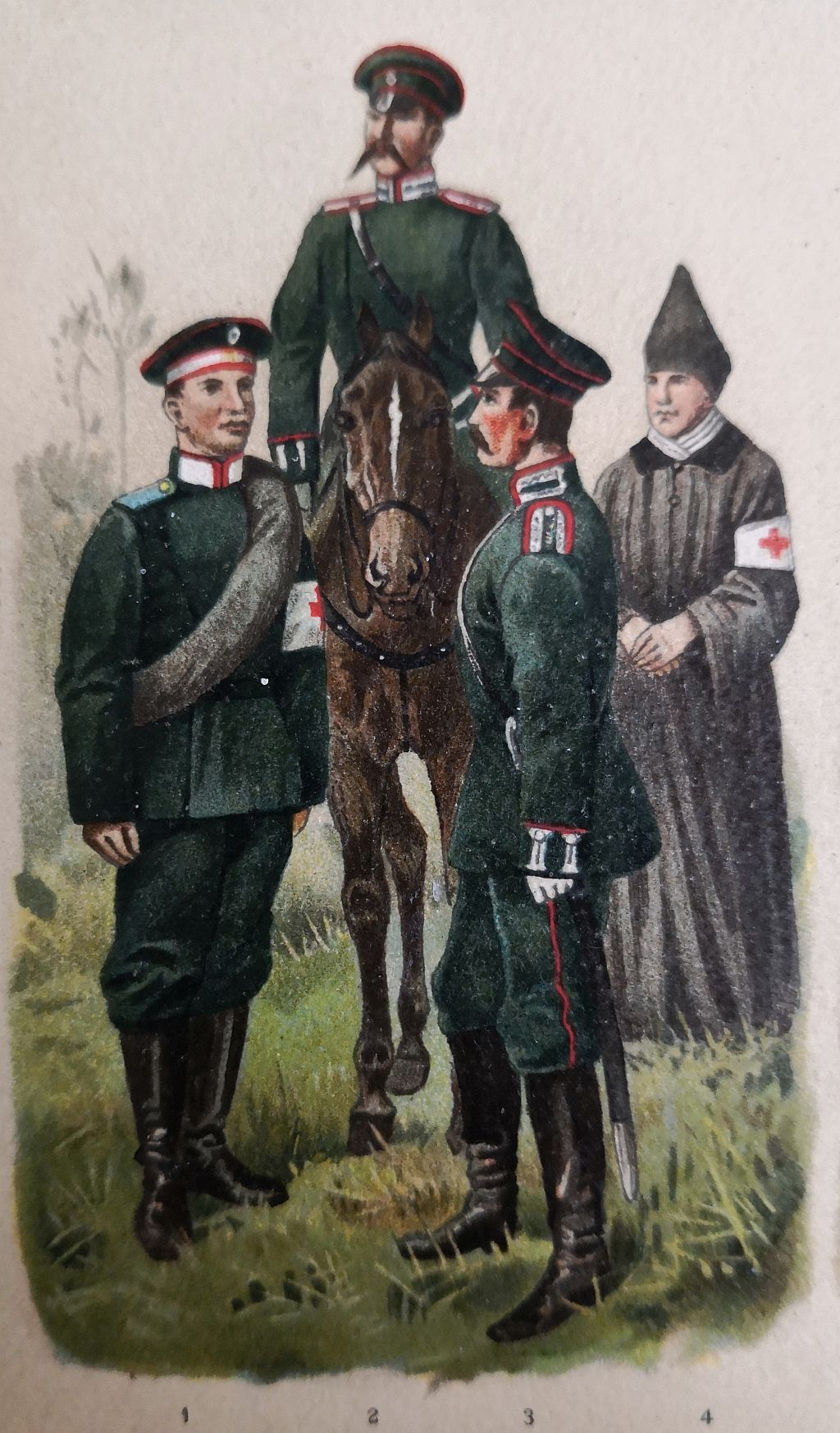
Военнослужащие медицинской службы Русской армии, 1896 год: (1) санитар-носильщик в пехоте (форма соответствующих полков с повязкой); (2) и (3) военные врачи (форма соответствующих полков); (4) греко-католическая монахиня.
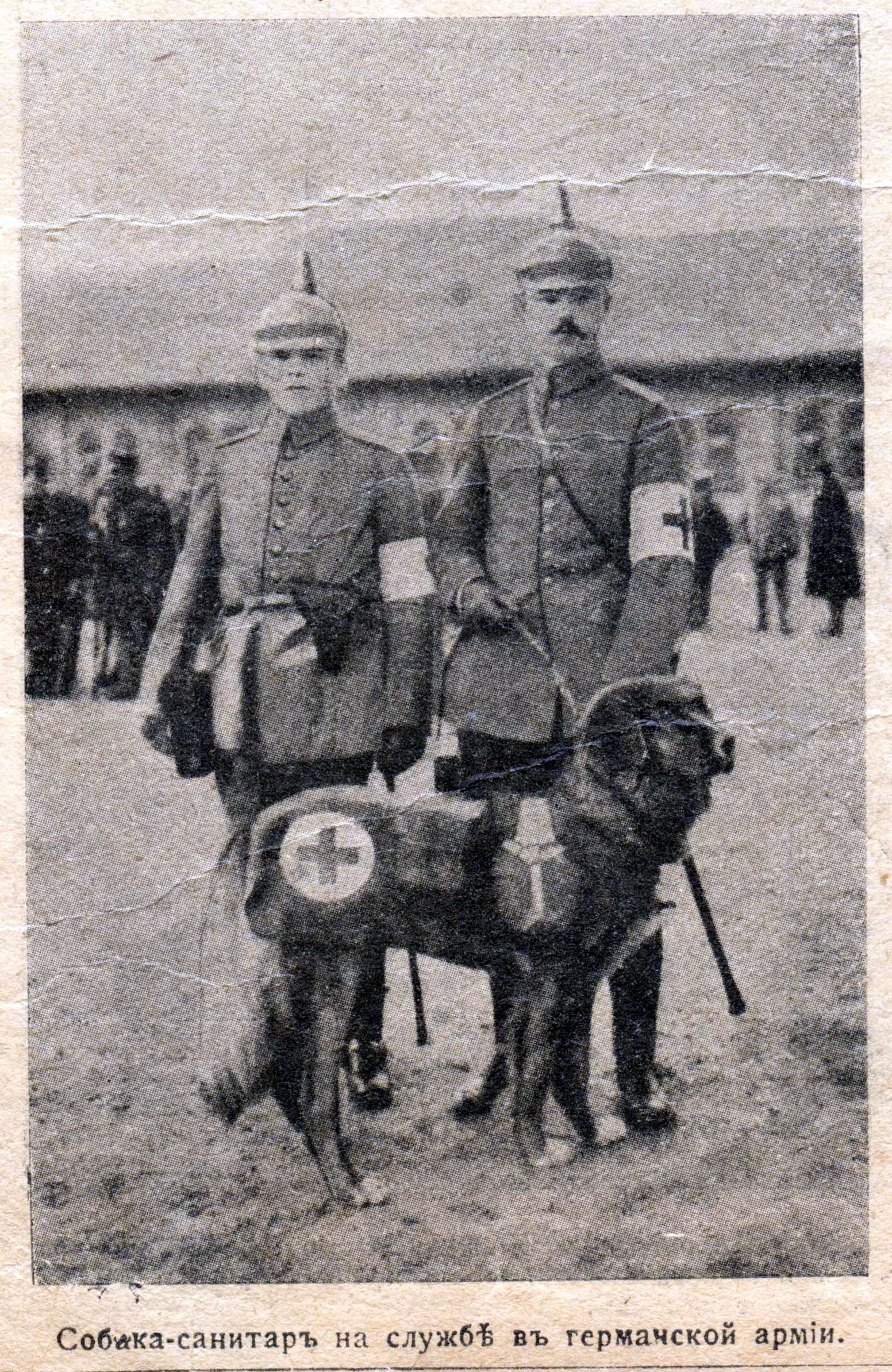
Собака-санитар германской армии, 1915 год.
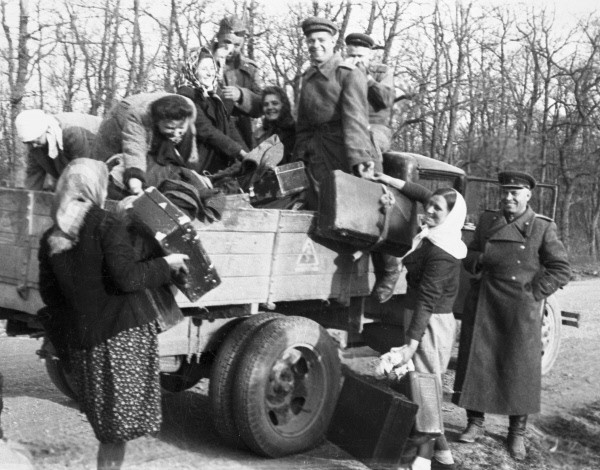
Женщины-санитарки едут домой после окончания Великой Отечественной войны. Австрия, 1 июня 1945 года. Автор Ольга Ландер.

## Санитары/санитарки в постсоветской России
Во время реформы с «оптимизацией» здравоохранения в 2010-е годы в Российской Федерации произошли сокращения штатных численностей санитарок и санитаров с переводом части из них в разряд неквалифицированных уборщиц с целью экономии расходов на их содержание.

Существуют курсы подготовки санитарных инструкторов и санитаров из числа гражданского персонала с выдачей соответствующих документов гос. образца и присвоением\сменой ВУС среди которых в том числе:
- Военно медицинская академия им. С.М. Кирова (г. Санкт-Петербург) ("Вмеда")
- Учебный центр подготовки Медсанбат